# Revista en línia
Un webzine, coneguda també per la denominació anglès: online magazine) o revista digital és una revista publicada a internet mitjançant BBS, sense contrapartida impresa.
El webzine el poden publicar aficionats o periodistes professionals. També pot ser gratuït o de pagament.
Parlem d’un webzine interactiu quan els visitants poden comentar articles o d'un webzine col·laboratiu on els internautes poden publicar les seves ressenyes ells mateixos.
En el microcosmos de la ciència-ficció i la literatura fantàstica, un webzine és habitualment un fitxer descarregable que conté notícies, articles, entrevistes i passos a pas dels il·lustradors.
Com els fanzíns, els webzines solen ser temàtics. Són fets per entusiastes, sovint en equip. Els temes tractats sovint giren al voltant de temes que poques vegades són tractats pels mitjans tradicionals: còmics, música alternativa (indie rock, heavy metal, punk rock), jocs de rol però també cinema, història, Internet, moda, etc.
Pocs criteris objectius diferencien un webzine amateur d'un lloc personal: el nombre de col·laboradors, la seva passió, la qualitat tècnica de la producció són comparables. Normalment, s'espera d'un webzine una ambició editorial: contingut original i publicació relativament regular.
L'habilitat tècnica requerida pot ser mínima: dominar un programari de disseny de llocs web com ara CMS o llenguatge HTML és suficient. Contràriament als seus homòlegs en paper, es beneficien amb Internet de mitjans de publicació menys costosos i d'una distribució més àmplia. Alguns webzines aconsegueixen audiències que no tenen res a envejar als mitjans tradicionals i alguns gaudeixen d'un cert reconeixement.
A mesura que han substituït els fanzines, els webzines veuen minada la seva importància pel desenvolupament dels blocs, que són encara més fàcils d'implementar.